# Dombarhalli, Koppal
Dombarhalli là một làng thuộc tehsil Koppal, huyện Koppal, bang Karnataka, Ấn Độ.